# Navy CIS: Izvori
Navy CIS: Izvori (eng. NCIS: Origins) je američka kriminalistička televizijska serija i šesta u nizu franšize NCIS. Prednastavak je originalne serije i prati mlađe dane Leroya Jethroa Gibbsa tijekom njegovih početnih godina karijere kao pripravnika u tadašnjoj mornaričkoj istražnoj službi (NIS), dok još uvijek proživljava traumu nakon ubojstva supruge i kćeri.
Prikazuje se premijerno od 14. listopada 2024., u Hrvatskoj premijerno će biti prikazano od 22. kolovoza 2025. na kanalu Star Crime.
U veljači 2025. serija je obnovljena za drugu sezonu koja će krenuti s prikazivanjem 14. listopada 2025.

## Radnja
NCIS: Izvori prati mladog Leroya Jethroa Gibbsa 1991. godine, godinama prije događaja iz serije NCIS, a pripovijeda ga stariji Gibbs. U seriji Gibbs započinje svoju karijeru kao novoimenovani specijalni agent u novootvorenom uredu tadašnje mornaričke istražne službe (NIS) u Camp Pendletonu, gdje pronalazi svoje mjesto u gruboj, neujednačenoj ekipi koju predvodi legenda NCIS-a Mike Franks.

## Glumačka postava

### Glavni
- Austin Stowell kao specijalni agent Leroy Jethro Gibbs, novopridošli član podružnice mornaričke istražne službe (NIS) u Pendletonu, preteči današnjeg NCIS-a.
- Mark Harmon ponovno tumači ulogu starijeg Leroya Jethroa Gibbsa, sada umirovljenog veterana NCIS-a koji pripovijeda seriju.
- Kyle Schmid kao specijalni agent Mike Franks, iskusni agent i vođa tima. U originalnoj seriji lik je tumačio Muse Watson.
- Mariel Molino kao specijalna agentica Cecilia "Lala" Dominguez, bivša marinka odlučna da se dokaže u muškom okruženju.
- Tyla Abercrumbie kao službenica za terensku operativnu podršku Mary Jo Hayes, koja sebe opisuje kao „glavnu tajnicu zaduženu za sve“.
- Diany Rodriguez kao specijalna agentica Vera Strickland, oštra agentica bez dlake na jeziku. U originalnoj seriji lik je tumačila Roma Maffia.
- Caleb Foote kao specijalni agent Bernard "Randy" Randolf, miljenik tima.

### Sporedni
- Tonantzin Carmelo kao Tish Kwa'la, djevojka Mikea Franksa i "ljubav njegova života".
- Patrick Fischler kao specijalni agent zadužen za podružnicu Cliff Wheeler, voditelj ureda NIS-a u Pendletonu.
- Julian Black Antelope kao glavni medicinski vještak Témet Téngalkat, staložen i iskusan patolog povezan s NIS-om.
- Michael Harney kao Richard Kowalski, čuvar dokaza, bivši vojni kapelan.
- Daniel Bellomy kao Herman "Herm" Daniels, agent NIS-a i pomoćnik čuvara dokaza.
- Bobby Moynihan kao Woodrow "Woody" Browne, forenzički analitičar.
- Ely Henry kao Philip Elertson, kemičar koji surađuje s Woodyjem.
- Matthew Henerson kao Carl Loughlin, agent NIS-a.
- Eric Normington kao Roger Murphy, bivši agent NIS-a s problemom kockanja.
- Aaron Wilton kao specijalni agent JJ Henneberry, agent NIS-a.
- Marisa Baram kao Gail Price, tajnica u NIS-u.
- Robert Taylor kao Jackson Gibbs, Jethrov otac. Lika je u originalnoj seriji tumačio Ralph Waite prije smrti 2014.
- Jared Bankens kao Jamison "Bugs" Boyd, kriminalac kojeg profilira Vera.
- Lori Petty kao dr. Lenora Friedman, pomoćna medicinska vještakinja.
- Adam Huber kao Luke Fletcher, savjetnik u veteranskoj bolnici, pravi Sandman.
- Jeffrey Boehm kao Dalton, agent NIS-a.
- Michael Shepperd kao Smitty, barmen u Dalyjevu baru.
- Eddie Alfano kao Todd, izbacivač u Dalyjevu baru.

### Gosti
- Lucas Dixon kao FBI specijalni agent Tobias C. Fornell. U originalnoj seriji lik je tumačio Joe Spano.
- Claire Berger kao Lara Macy, Lalina prijateljica i vojna policijska istražiteljica. U originalnoj seriji lik je tumačila Louise Lombard kao buduća specijalna agentica zadužena za Ured za posebne projekte u Los Angelesu.
- Kathleen Kenny kao Diane Sterling, agentica za nekretnine i Gibbsova buduća druga supruga. U originalnoj seriji lik je tumačila Melinda McGraw.

## Pregled serije
Premijera serije u SAD-u bila je 14. listopada 2024. na kanalu CBS. U Hrvatskoj serija se premijerno prikazuje od 22. kolovoza 2025. na kanalu Star Crime
Druga sezona najavljena je za 14. listopada 2025.
| Sezona | Sezona | Epizoda | Izvorno prikazivanje | Izvorno prikazivanje | Hrvatsko prikazivanje | Hrvatsko prikazivanje |
| Sezona | Sezona | Epizoda | Premijera            | Finale               | Premijera             | Finale                |
| ------ | ------ | ------- | -------------------- | -------------------- | --------------------- | --------------------- |
|        | 1.     | 18      | 14. listopada 2024.  | 28. travnja 2025.    | 22. kolovoza 2025.    | 16. rujna 2025.       |
|        | 2.     |         | 14. listopada 2025.  |                      | Još nije najavljeno   | Još nije najavljeno   |

| Br. u seriji | Br. u sezoni | Naslov                   | Redatelj             | Scenarist                                                                                               | Prvo prikazivanje   | Prikazivanje u Hrvatskoj              |
| ------------ | ------------ | ------------------------ | -------------------- | --- | ------------------- | ------------------------------------- |
| 1.2.         | 1.2.         | "Enter Sandman"          | Niels Arden Oplev    | Gina Lucita Monreal i David J. North                                                                    | 14. listopada 2024. | 22. kolovoza 2025. 25. kolovoza 2025. |
| 3.           | 3.           | "Bend, Don't Break"      | John Terlesky        | Jon Worley                                                                                              | 21. listopada 2024. | 26. kolovoza 2025.                    |
| 4.           | 4.           | "All's Not Lost"         | Hanelle M. Culpepper | Michael J. Ballin i Thomas Aguilar                                                                      | 28. listopada 2024. | 27. kolovoza 2025.                    |
| 5.           | 5.           | "Last Rites"             | Lionel Coleman       | Margarita Matthews                                                                                      | 4. studenoga 2024.  | 28. kolovoza 2025.                    |
| 6.           | 6.           | "Incognito"              | Pete Chatmon         | Shalisha Francis-Feusner                                                                                | 11. studenoga 2024. | 29. kolovoza 2025.                    |
| 7.           | 7.           | "One Flew Over"          | Jessica Lowrey       | Rafael Samano, Margarita Matthews i Gina Lucita Monreal                                                 | 25. studenoga 2024. | 1. rujna 2025.                        |
| 8.           | 8.           | "Sick as Our Secrets"    | Ed Ornelas           | Stephen Day i Daniel J. Egbert                                                                          | 2. prosinca 2024.   | 2. rujna 2025.                        |
| 9.           | 9.           | "Vivo o Muerto"          | Loren Yaconelli      | Gina Lucita Monreal, Michael J. Ballin, Thomas Aguilar i Rafael Samano                                  | 9. prosinca 2024.   | 3. rujna 2025.                        |
| 10.          | 10.          | "Blue Bayou"             | John Terlesky        | David J. North, Gina Lucita Monreal i Brendan Fehily                                                    | 16. prosinca 2024.  | 4. rujna 2025.                        |
| 11.          | 11.          | "Flight of Icarus"       | Ruben Garcia         | Jennifer Corbett i Gina Lucita Monreal                                                                  | 27. siječnja 2025.  | 5. rujna 2025.                        |
| 12.          | 12.          | "Touchstones"            | Anya Adams           | Gina Lucita Monreal, David J. North i Brendan Fehily                                                    | 3. veljače 2025.    | 8. rujna 2025.                        |
| 13.          | 13.          | "Monsoon"                | Hanelle M. Culpepper | Gina Lucita Monreal                                                                                     | 10. veljače 2025.   | 9. rujna 2025.                        |
| 14.          | 14.          | "To Have and To Hold"    | Diana Valentine      | Shalisha Francis-Feusner                                                                                | 24. ožujka 2025.    | 10. rujna 2025.                       |
| 15.          | 15.          | "From the Ashes"         | Hanelle M. Culpepper | Margarita Matthews                                                                                      | 31. ožujka 2025.    | 11. rujna 2025.                       |
| 16.          | 16.          | "Bugs"                   | Jessica Lowrey       | Jennifer Corbett, Michael J. Ballin i Thomas Aguilar                                                    | 14. travnja 2025.   | 12. rujna 2025.                       |
| 17.          | 17.          | "Darlin', Don't Refrain" | Pamela Romanowsky    | Priča : Gina Lucita Monreal, David J. North i Brendan Fehily Scenarij : David J. North i Brendan Fehily | 21. travnja 2025.   | 15. rujna 2025.                       |
| 18.          | 18.          | "Cecilia"                | Niels Arden Oplev    | Gina Lucita Monreal                                                                                     | 28. travnja 2025.   | 16. rujna 2025.                       |

## Produkcija
Serija je najavljena u siječnju 2024., a showrunneri serije su dugogodišnji članovi franšize Gina Lucita Monreal i David J. North. Izvršni producenti su Mark Harmon i njegov sin Sean Harmon, koji je u originalnoj seriji glumio mlađeg Gibbsa u scenama iz prošlosti.
Austin Stowell dobio je ulogu Gibbsa u ožujku. Prije nego što je Stowell bio odabran, za ulogu je bio na audiciji i Stephen Amell. U ožujku su glavnu glumačku postavu upotpunili Mariel Molino, Kyle Schmid, Tyla Abercrombie i Diany Rodriguez. Lori Petty i Bobby Moynihan pridružili su se glumačkoj postavi u srpnju.
Dana 7. studenoga 2024. CBS je naručio punu sezonu serije s dodatnih 5 epizoda, čime je ukupni broj epizoda povećan na 18.
Serija se snima na setu izgrađenom prema izgledu Camp Pendletona iz 1990-ih, smještenom u bivšoj vojnoj bazi Fort MacArthur u San Pedru.

## Vanjske poveznice
- Službena stranica
- NCIS: Izvori u internetskoj bazi filmova IMDb-a
- Službena stranica na starchannel-hr.com